# Пайквілл (Кентуккі)
Пайквілл (англ. Pikeville) — місто (англ. city) в США, в окрузі Пайк штату Кентуккі. Населення — 7754 особи (2020).

## Географія
Пайквілл розташований за координатами 37°28′46″ пн. ш. 82°31′37″ зх. д. / 37.47944° пн. ш. 82.52694° зх. д. (37.479569, -82.526859).  За даними Бюро перепису населення США в 2010 році місто мало площу 54,57 км², уся площа — суходіл.

### Клімат
| Клімат : Пайквілл             | Клімат : Пайквілл | Клімат : Пайквілл | Клімат : Пайквілл | Клімат : Пайквілл | Клімат : Пайквілл | Клімат : Пайквілл | Клімат : Пайквілл | Клімат : Пайквілл | Клімат : Пайквілл | Клімат : Пайквілл | Клімат : Пайквілл | Клімат : Пайквілл | Клімат : Пайквілл |
| Показник                      | Січ.              | Лют.              | Бер.              | Квіт.             | Трав.             | Черв.             | Лип.              | Серп.             | Вер.              | Жовт.             | Лист.             | Груд.             | Рік               |
| Абсолютний максимум, °C       | 27,8              | 33,9              | 32,2              | 35,6              | 37,2              | 40,0              | 40,6              | 41,7              | 40,0              | 36,7              | 31,1              | 27,8              | 41,7              |
| Середній максимум, °C         | 6,7               | 10,0              | 15,6              | 21,7              | 26,1              | 30,0              | 31,7              | 31,7              | 27,8              | 21,7              | 15,0              | 9,4               | 20,6              |
| Середній мінімум, °C          | −4,4              | −3,9              | 0,6               | 4,4               | 10,0              | 15,6              | 18,3              | 17,2              | 13,9              | 6,1               | 1,1               | −2,2              | 6,4               |
| Абсолютний мінімум, °C        | −27,8             | −21,7             | −20               | −6,1              | −1,1              | 2,8               | 7,2               | 5,6               | 0,6               | −8,3              | −14,4             | −23,3             | −27,8             |
| Норма опадів, мм              | 94                | 83                | 98                | 93                | 101               | 104               | 107               | 107               | 83                | 73                | 79                | 91                | 1112              |
| ----------------------------- | ----------------- | ----------------- | ----------------- | ----------------- | ----------------- | ----------------- | ----------------- | ----------------- | ----------------- | ----------------- | ----------------- | ----------------- | ----------------- |
| Джерело: The Weather Channel. |                   |                   |                   |                   |                   |                   |                   |                   |                   |                   |                   |                   |                   |

## Демографія
Згідно з переписом 2010 року, у місті мешкали 6903 особи в 2934 домогосподарствах у складі 1640 родин. Густота населення становила 126 осіб/км².  Було 3219 помешкань (59/км²).
Расовий склад населення:
| - 93,1 % — білих - 2,7 % — чорних або афроамериканців - 1,9 % — азіатів - 0,1 % — вихідців з тихоокеанських островів - 0,1 % — корінних американців |

До двох чи більше рас належало 1,6 %. Частка іспаномовних становила 1,7 % від усіх жителів.
За віковим діапазоном населення розподілялося таким чином: 19,7 % — особи молодші 18 років, 67,2 % — особи у віці 18—64 років, 13,1 % — особи у віці 65 років та старші. Медіана віку мешканця становила 36,0 року. На 100 осіб жіночої статі у місті припадало 92,7 чоловіків;  на 100 жінок у віці від 18 років та старших — 88,5 чоловіків також старших 18 років.
Середній дохід на одне домашнє господарство  становив 79 033 долари США (медіана — 41 270), а середній дохід на одну сім'ю — 106 221 долар (медіана — 69 167). Медіана доходів становила 63 359 доларів для чоловіків та 41 583 долари для жінок. За межею бідності перебувало 21,9 % осіб, у тому числі 21,3 % дітей у віці до 18 років та 15,4 % осіб у віці 65 років та старших.
Цивільне працевлаштоване населення становило 2822 особи. Основні галузі зайнятості: освіта, охорона здоров'я та соціальна допомога — 35,4 %, мистецтво, розваги та відпочинок — 13,1 %, науковці, спеціалісти, менеджери — 10,1 %, роздрібна торгівля — 7,4 %.